# مساعدة الحركة

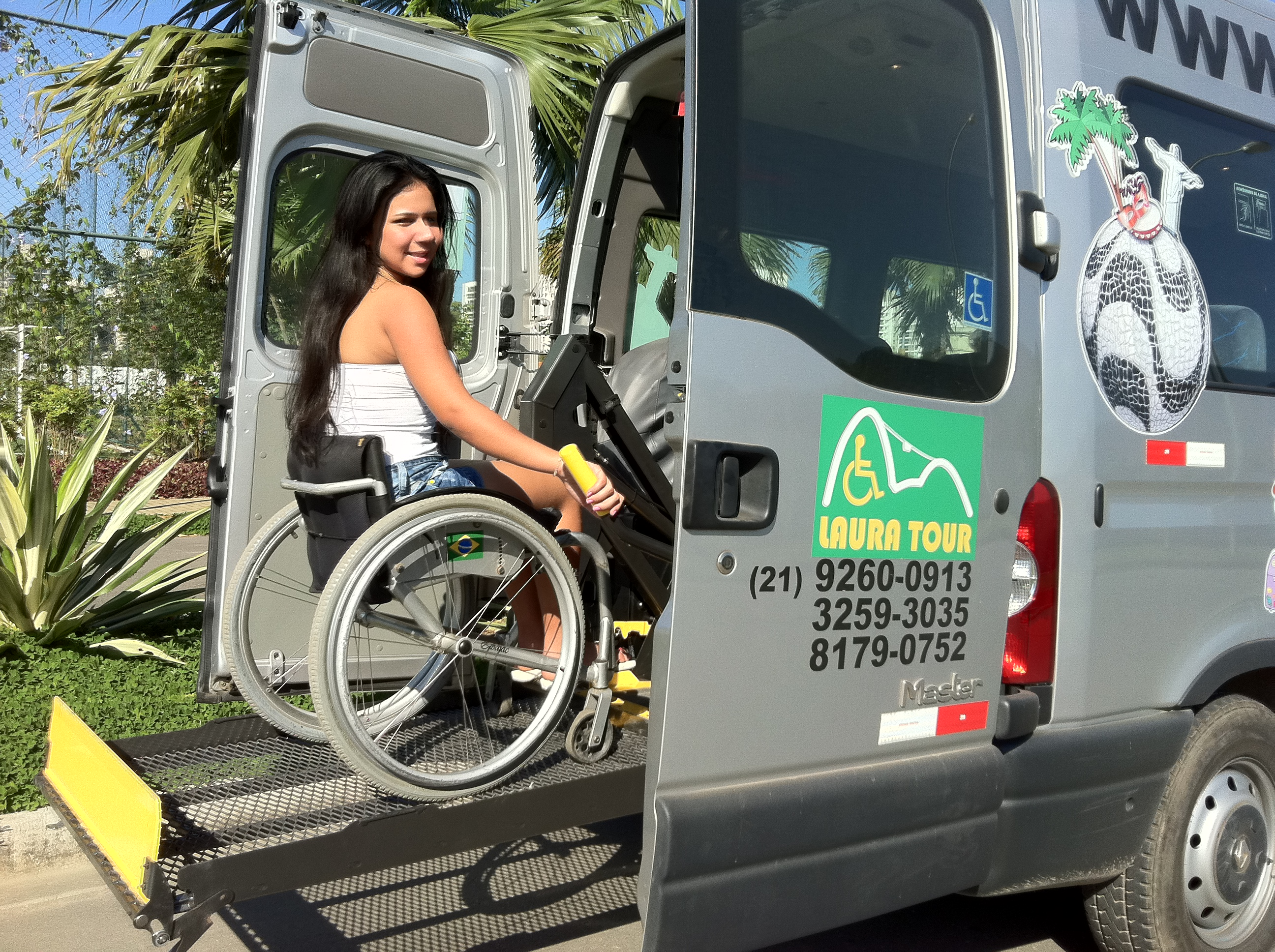
مستخدم الكرسي المتحرك يدخل حافلة في ريو دي جانيرو، البرازيل

الوسائل والأجهزة المساعِدة على الانتقال أو الوسائل والأجهزة المعينة على التنقل هي أجهزة تساعد الأفراد ذوي الإعاقات الحركية على المشي أو تُحَسِّن قدرتهم على الحركة عمومًا.
تشمل هذه المساعدات أدوات المشي، التي تساعد أولئك الذين لديهم قدرات مشي محدودة، وصولاً إلى الكراسي المتحركة والدراجات الكهربائية، التي تُستخدم للإعاقات الشديدة أو المسافات الطويلة التي عادةً ما تُقطع سيرًا على الأقدام. بالنسبة للأفراد الذين يعانون من العمى أو ضعف البصر، فإن العصي البيضاء والكلاب المرشدة تعتبر موارد تقليدية. كما صُمِّمت مساعِدات إضافية لتسهيل الحركة والتنقل داخل المباني، بما في ذلك التنقل بين مستويات الطوابق المختلفة.
تقليديًا، يشير مصطلح "مساعِد الحركة" إلى الأجهزة التكنولوجية الميكانيكية، وغالبًا ما يُستخدم في الوثائق الحكومية مثل تلك المتعلقة بالإعفاءات الضريبية. ويشير إلى الأجهزة التي توفر مستوى من الحركة يقارب المشي أو الوقوف من وضعية الجلوس بدون مساعدة.
من المحتمل أن تؤدي التطورات التكنولوجية إلى توسيع وظائف هذه الأجهزة من خلال دمج المستشعرات وتوفير التغذية الراجعة الصوتية أو اللمسية.

## مساعِدات المشي

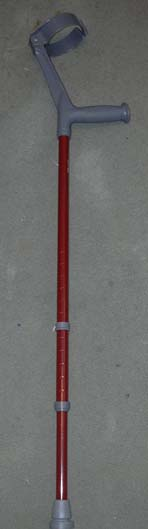
عكاز الساعد

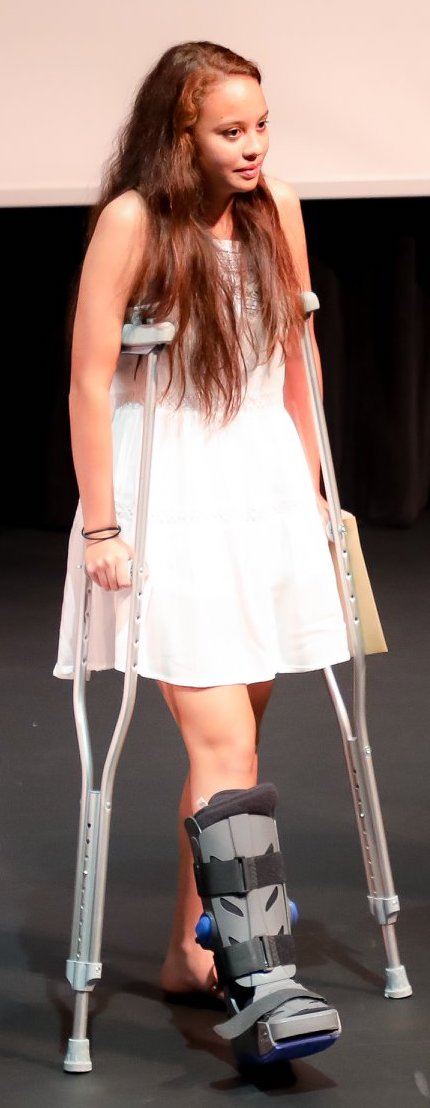
فتاة تستخدم زوجًا من العكازات تحت الإبط

أدوات المساعدة على المشي هي أجهزة مصممة لمساعدة الأفراد الذين يعانون من إعاقات حركية في الحفاظ على قدرتهم على المشي بشكل صحيح. تشمل هذه المساعِدات العصي المساعِدة، والعكازات، والمشايات، والأجهزة الأكثر تخصصًا مثل مدربي المشي، والمشايات العمودية. صُمِّمَ كل نوع من هذه المساعِدات لدعم المستخدمين بطرق مختلفة، بما في ذلك تحسين الاستقرار، وتقليل الحمل على الأطراف السفلية، وتسهيل الحركة.
تحسين الاستقرار
تعمل أدوات المساعدة على المشي على تعزيز الاستقرار من خلال توفير نقاط اتصال إضافية، مما يوسع نطاق وضع مركز الثقل المستقر للمستخدم.
تقليل الحمل على الأطراف السفلية وتسهيل الحركة
من خلال نقل الحمل إلى الذراعين، تُقلِّل أدوات المساعدة على المشي بشكل كبير التأثير والقوى الثابتة المطبقة على الأطراف المصابة، مما يخفف من الضغط والألم المحتمل.

### العصي
العصا أو عصا المشي هي أبسط أشكال أدوات المساعدة على المشي. تُحمل في اليد وتَنقِل الأحمال إلى الأرض بواسطة عمودها. يُنْقَل الحمل الذي يمكن تطبيقه على العصا عبر يدي المستخدم ومعصميه، ويكون محدودًا من خلالهما.

### العكازات
يَنقُلُ العكاز أيضًا الأحمال إلى الأرض من خلال عمود، ولكنه يحتوي على نقطتي اتصال مع الذراع، عند اليد وعند الكوع أو أسفل الإبط. وهذا يسمح بتحمُّل أحمال أكبر بكثير بواسطة العكاز بالمقارنة مع العصا.

### مجموعات العصي والعكازات وعكازات الساعِد
تشتمل الأجهزة الموجودة في السوق اليوم على عدد من التركيبات للعصي والعكازات وعكازات الساعد. حيث تحتوي هذه العكازات على أشرطة تحيط بالساعِدين ومقابض ليتمكن المريض من الإمساك بها وإراحة يديه عليها لدعم وزن الجسم. عادة ما توفر عكازات الساعِد للمستخدم دعم مثل العصا ولكن مع دعم إضافي للساعد للمساعدة في الحركة. حيث يساعد جزء الساعد على زيادة التوازن والاستقرار الجانبي ويقلل أيضًا الحمل على المعصم.

### المشايات
المشاية (المعروفة أيضًا باسم إطار زيمر) هي أكثر أدوات المساعدة على المشي استقرارًا وتتكون من إطار معدني قائم بذاته مع ثلاث نقاط اتصال أو أكثر يضعها المستخدم أمامه ثم يتمسك بها أثناء الحركة. يمكن أن تكون نقاط التلامس عبارة عن أطراف مطاطية ثابتة كما هو الحال مع العكازات والعصي، أو عجلات، أو مزيج من الاثنين. تُعرف أيضًا أجهزة المشي ذات العجلات باسم "المشايات". تحتوي العديد من هذه المشايات أيضًا على مقعد مدمج حتى يتمكن المستخدم من الاستراحة أثناء الاستخدام، بالإضافة إلى وجود حقائب معدنية لحمل الأغراض الشخصية.

### عصا المشي الهجينة

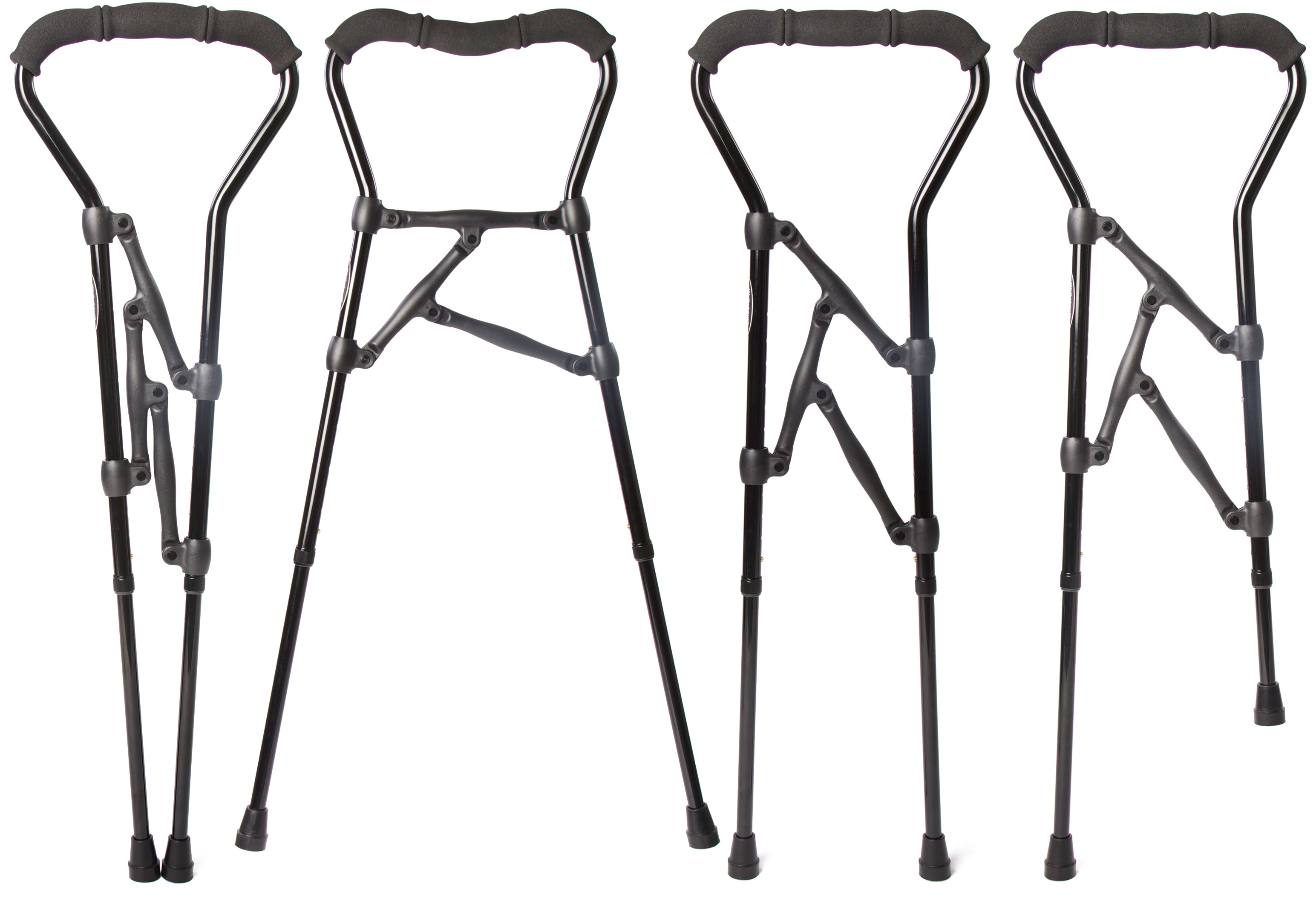
عصا المشي الهجينة المعدلة لأربعة تكوينات.

قُدِّمت عصا المشي الهجينة في عام 2012 وهي مُصممة لسد الفجوة بين العصا والمشاية. حيث على ساقين توفران الدعم الجانبي (من جانب إلى آخر) وهو ما لا توفره العصا. يمكن استخدامها بكلتا اليدين أمام المستخدم، على غرار المشاية، وتوفر مستوى متزايدًا من الدعم مقارنة بالعكاز. يمكن تعديلها للاستخدام بيد واحدة أو بيدين، في الأمام وعلى الجانب، بالإضافة إلى مساعِد صعود السلالم. لم تصمم عصا المشي الهجينة لتحل محل المشاية التي تحتوي عادةً على أربع أرجل وتوفر دعمًا في 4 اتجاهات باستخدام كلتا اليدين.

### مدربو المشي
مدرب المشي هو جهاز آخر للمساعدة والتدريب على المشي دخل السوق في السنوات الأخيرة وهو أداة مساعِدة للتنقل توفر دعمًا أكبر من المشاية القياسية. وعادة ما يوفر الدعم الذي يساعد على تحمل الوزن والتوازن. توفر الملحقات أو أجزاء المنتج التي تُركب على إطار المنتج دعمًا للتخفيف من الوزن ومحاذاة الوضعية لتمكين ممارسة المشي.

## سكوتر المشي الجالس

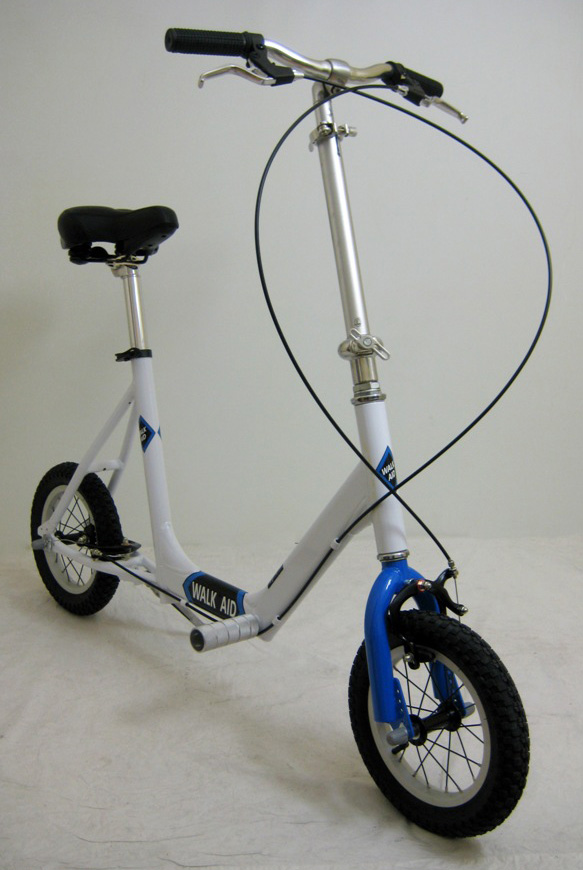
سكوتر مساعد للمشي

يتيح سكوتر المساعدة على المشي للمستخدم الذي يتمتع بتوازن طبيعي ومشاكل في القدم أو الركبة أو الورك تخفيف العبء على الأطراف السفلية. يحتوي السكوتر ذو العجلتين على مقعد ومقود من نوع الدراجة، ويُدفع يدويًا بقدم واحدة أو بكلتا القدمين مثل الدراجة المتوازنة. يوفر سكوتر المساعدة على المشي هذا دعمًا أكبر من العصا، وهو أخف وزنًا وأقل حجمًا وأسهل في الدفع مقارنة بالكراسي المتحركة.

## الكراسي المتحركة والدراجات البخارية
تُعد الكراسي المتحركة والدراجات البخارية الصغيرة بديلاً للمشي من خلال توفير جهاز بعجلات يجلس عليه المستخدم. يمكن أن تكون الكراسي المتحركة مدفوعة يدويًا (من قبل المستخدم أو بواسطة مساعد) أو تعمل بالطاقة الكهربائية (المعروفة باسم "الكراسي الكهربائية"). هناك أنواع مختلفة من الإضافات الكهربائية للكراسي المتحركة التي تحول أي كرسي متحرك يدوي إلى كرسي متحرك مدعوم بالطاقة الكهربائية. تعمل الدراجات البخارية المتحركة بالطاقة الكهربائية، كما هو الحال مع الكراسي المتحركة الآلية. يوصى عادةً باستخدام الكراسي المتحركة والدراجات البخارية لأي فرد يعاني من ضعف كبير في الحركة أو التوازن. يمكن لأخصائي العلاج المهني المسجل أو أخصائي العلاج الطبيعي (في بعض الحالات) إجراء اختبارات موضوعية وسريرية لضمان توصيات الأجهزة المناسبة والآمنة.

## مصاعد السلالم والأجهزة المماثلة
مصعد السلالم هو جهاز ميكانيكي لرفع الأشخاص والكراسي المتحركة لأعلى ولأسفل السلالم. في بعض الأحيان أحيانًا يتم توفير مصاعد ذات أغراض خاصة في أماكن أخرى لتسهيل الوصول للأشخاص ذوي الاحتياجات الخاصة، على سبيل المثال عند مداخل محطات الحافلات المرتفعة في كوريتيبا، البرازيل . تم تصميم مصعد الكرسي المتحرك خصيصًا لنقل المستخدم والكرسي المتحرك. يمكن أن يتم ذلك إما من خلال الأرضية أو باستخدام الدرج.

## أدوات أخرى للمساعدة على المشي

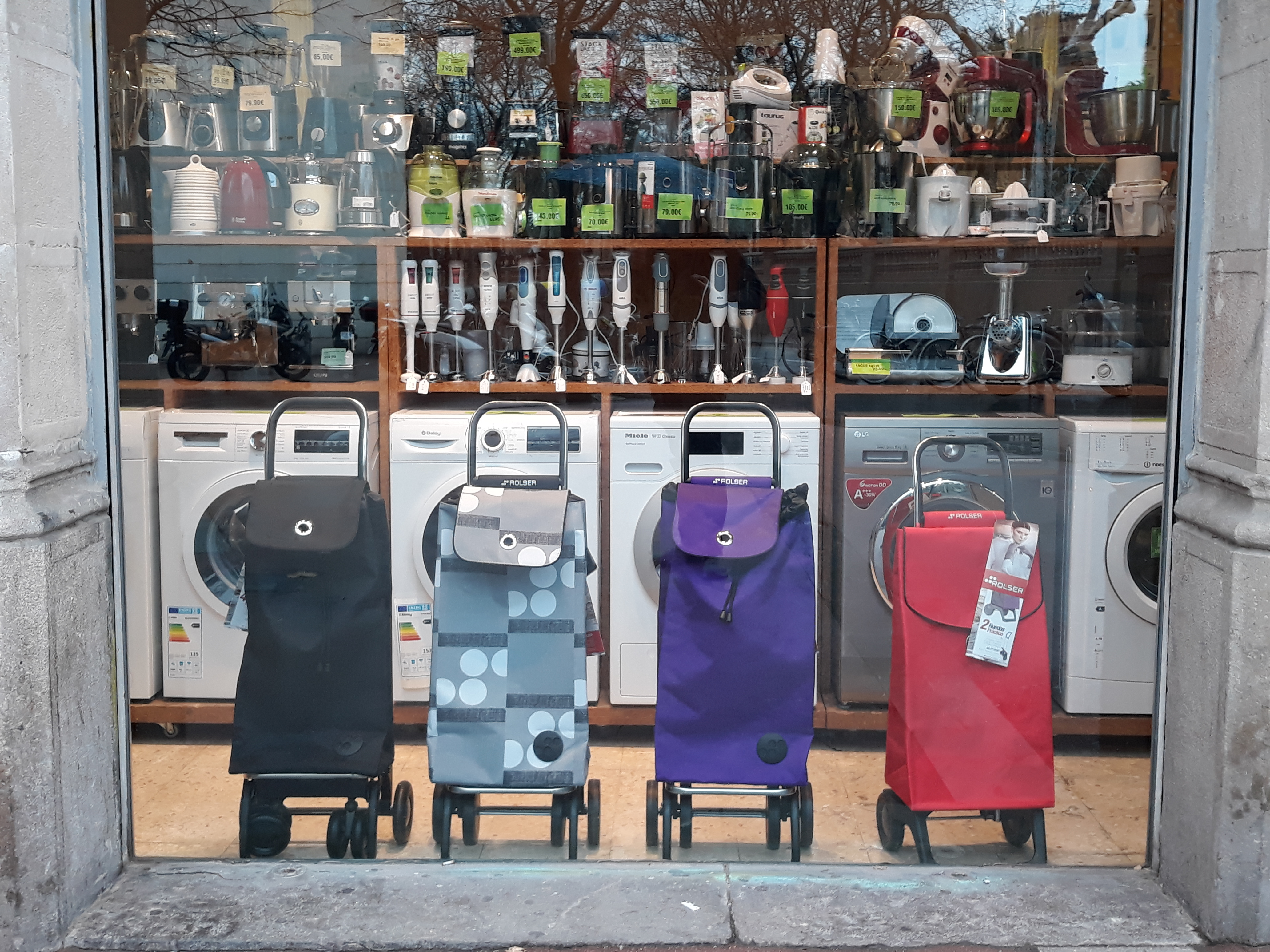
عربة التسوق

قد تشمل أدوات المساعدة على المشي أيضًا تقنية تكيفية مثل المصاعد الحاملة أو أجهزة نقل المرضى الأخرى التي تساعد في نقل المستخدمين بين الأَسِرَّة والكراسي أو كراسي الرفع (وأجهزة الجلوس والوقوف الأخرى) أو الكراسي المتحركة أو القابلة للتحويل. كما تساعد الدراجة المخصصة للركبة بعض المستخدمين. مع بدء الناس في العيش لفترة أطول، فإن القدرة على التنقل تعني بالنسبة للعديد منهم استعادة جوانب من الاستقلال التي حرموا منها في السابق.

## وصلات خارجية
- الأجهزة المساعدة ووسائل المساعدة على الحركة: المسافرون من ذوي الإعاقة والحالات الطبية - اللوائح الخاصة بالمسافرين من إدارة أمن النقل الأمريكية